# Rolf Steinhaus
Rolf Steinhaus (* 1. April 1916 in Hachenburg (Westerwald); † 1. Oktober 2004 in Bad Neuenahr-Ahrweiler) war Vizeadmiral der Bundesmarine und Präsident des Deutschen Marine Instituts.

## Leben
Steinhaus trat 1936 in die Kriegsmarine ein und wurde als Offizieranwärter ausgebildet. Im Zweiten Weltkrieg war er Wachoffizier und Kommandant der U-Boote U 8 und U 802.
Nach dem Krieg ließ er sich zum Zimmermann ausbilden und arbeitete als Sekretär für die CDU-Fraktion im Schleswig-Holsteinischen Landtag. Später war er als Journalist für die Kieler Nachrichten, Das Parlament und die französische Nachrichtenagentur Agence France-Presse tätig.
1956 trat er als Korvettenkapitän in die Bundeswehr ein, wo er ab 1957 an der Marineakademie in Bad Ems, ab 1958 in Hamburg tätig war. Anschließend diente er im Führungsstab der Marine und im Führungsstab der Streitkräfte im Bundesministerium der Verteidigung. Im November 1963 wurde er als Kapitän zur See Berater der deutschen Delegation der Multilateral Forces (Multilaterale Atomstreitmacht) in Paris und im Folgejahr Chef des Stabes beim Deutschen Militärischen Vertreter beim NATO-Militärausschuss in Washington, D.C.
1970 wurde er als Flottillenadmiral Stellvertretender Leiter des Planungsstabs des Bundesministers der Verteidigung im Bundesministerium der Verteidigung. Am 1. Februar 1974 wurde er unter Beförderung vom Flottillenadmiral zum Vizeadmiral dessen Leiter. 1976 wurde er in den Ruhestand versetzt.
Von 1977 bis 1985 war er Präsident des Deutschen Marine Instituts. Außerdem verfasste er im Ruhestand zwei Bücher.

## Ehrungen
- Eisernes Kreuz I. Klasse
- 1975: Großes Verdienstkreuz der Bundesrepublik Deutschland

## Werke
- Schreibtischstrategie. Tips und Tricks für Stabsarbeiter. Mittler-Verlag, Herford 1978, ISBN 3-8132-0006-X.
- Soldat Diplomat. U-Boot-Fahrer, Zimmermann, Journalist, Ministerberater; Erlebnisse und Reflexionen eines Offiziers der Kriegsgeneration. Koehler, Herford 1983, ISBN 3-7822-0317-8.